# لوتا رينيجر
تشارلوت «لوتا» رينيجر (بالألمانية: Lotte Reiniger) ‏ (1981-1899) هيَ مخرجة سينمائية، وَرسامة رُسوم متحركة ألمانية، تُعتبر من الرائدات في صناعة أفلام الرُسوم المتحركة الأولى في ألمانيا حيثُ سَبقت والت ديزني بحوالي عشر سِنين، وَقَدمت خلال مسيرتها المِهنية أكثر من 40 فيلماً، وَجميعها تتحدث عن شخصيات من ابتكارها، وَيُعد فِيلم مُغامرات الأمير أحمد (1926) وَفيلم باغينو (1953) من أكثر الأفلام المَعروفة لَها، حيثُ ضَمت مُوسيقى للمؤلف فولفغانغ أماديوس موتسارت.

## النشأة
وُلدت لوتا رينيجر في شارلوتنبورغ في برلين في 2 يونيو عام 1899، وكانت في فترة الطُفولة مُولعة بِفن عرائِس الظِل الصيني، لِدرجة قيامها بِبناء مسرح عرائس خاص بها، حيثُ كانت تقدم عُروض لِأفراد عائلتها وَأصدقائِها.
وفي فترة المُراهقة أَصبحت لوتا مُولعة بالسينما، حيثُ كانت بداياتها مع أفلام جورج ميلييس ذات المؤثرات الخاصة، ثُم بدأت بمشاهدة أفلام المُمثل والمُخرج بول فيجنر مِثل فيلم جوليم (1920)، وفي عام 1915 حَضرت لوتا مُحاضرة لبول فينجر حولَ الإمكانيات المُذهلة للرسوم المُتحركة.
وعملت لوتا على إقناع والديها للسماح لَها بالانضمام لمجموعة التَمثيل التي يُديرها بول فينجر في مسرح ماكس راينهارت، حيثُ بدأت لوتا بِصنع عرائس ظِل مُطابقة لِمُختلف الشَخصيات من حَولها.

## التَأثُر بِها
يَتم اعتبار لوتا رينجير من الشَخصيات التي أثرت تقريباً على جَميع صانعي حكايات الرُسوم المُتحركة بَعدها، وَيُعتبر برونو بيتجا من أكثر الأشخاص تأثراً بلوتا حيثُ صَنعَ رسوم مُطابقة بشكل مَرجعي لأعمال لوتا.
تم استخدام الكَثير من التقنيات التي ابتكرتها لوتا في الأعمال السينمائية اللاحقة ابتداءاً من السلويت الذي تم استعماله في المسلسلات التلفزيونية في عام 1898، وتم استعمال عدد من تقنياتها أيضاً في الرسوم المتحركة الخاصة بالفنان الفَرنسي ميشال أوكليت جنباً إلى جنب مع تقنيات عملَ هوَ على ابتكارها وذلكَ في فيلم الأمراء والأميرات عام 2000.

## إرثُها
يُحتفظ بالكثير من المواد وَالأعمال الأصلية للوتا رينجير في مُتحف ستادت توبنغن، كما يُحتفظ بُجزء آخر من أعمالها في الأرشيف الوَطني التابِع لمعهد الأفلام البريطانية.

## أهم أَعمالُها
لِلوتا رينيجر الكَثير من الأَعمال، وَمِن أهمِها:
- الجمال النائم
- سندريلا
- مغامرات الأمير أحمد
- مطاردة فورتشن
- علاء الدين والمصباح السحري
- سنو وايت وردة حمراء
- الأمير الضفدع
- هانسيل وجريتل

## وفاتها
تُوفيت لوتا رينجير في 19 يونيو عام 1981 في مدينة ديدنهاوزن في ألمانيا الغربية.

## احتفال جوجل

احتِفال جوجل بذكرى ميلاد لوتا رينجير

في 2 يونيو 2016 احتَفل مُحرك البَحث جوجل بالذِكرى ال117 لِميلاد لوتا رينجير.

## المَصادر
- Donald Crafton; Before Mickey: The Animated Film, 1898–1928; University of Chicago Press; ISBN 0-226-11667-0 (2nd edition, paperback, 1993)
- Giannalberto Bendazzi (Anna Taraboletti-Segre, translator); Cartoons: One Hundred Years of Cinema Animation; Indiana University Press; ISBN 0-253-20937-4 (reprint, paperback, 2001)
- Leslie, Esther. Hollywood Flatlands: Animation, Critical Theory and the Avant-Garde. London: Verso, 2002. Print.
- Reiniger, Lotte. Shadow Theatres and Shadow Films. London: B.T. Batsford Ltd., 1970. Print.

## وصلات خارجية
- Lotte Reiniger biography and selection of works في موقع شاشة الإنترنت [الإنجليزية]‏ التابع لمعهد الفيلم البريطاني
- لوتا رينيجر على موقع IMDb (الإنجليزية)
- لوتا رينيجر على موقع الموسوعة البريطانية (الإنجليزية)
- لوتا رينيجر على موقع ألو سيني (الفرنسية)
- لوتا رينيجر على موقع أول موفي (الإنجليزية)
- لوتا رينيجر على موقع قاعدة بيانات الأفلام السويدية (السويدية)
- لوتا رينيجر على موقع قاعدة بيانات الفيلم (الإنجليزية)
- لوتا رينيجر على موقع كينوبويسك (الروسية)